# 荊州將軍
荊州將軍，清朝八旗14個駐防將軍之一，全稱鎮守荊州等處地方將軍，為清朝的正一品武官（後改為從一品），下轄八旗兵共約5500人，是駐紮在湖廣地區所有八旗兵丁及工匠的最高軍政長官及管理相關旗務。按清制須由旗人出任該職位，官署設立在湖北省荆州府（今湖北荊州市荆州区），被稱為「荊州將軍衙門」。
荊州將軍一職，最初是在清朝康熙二十二年三月十六日（1683年4月12日）設立，首任杭州將軍由原正紅旗滿洲都統噶爾漢出任，駐防八旗由清朝皇帝直屬，平時由位於順天府的八旗都統衙門管理，兵部和當地督撫官員都無權管轄指揮。最後一任荊州將軍連魁，在宣统三年十一月廿七日（1911年12月17日）與荊州旗兵向唐犧支為首的起義軍投降，這也正式宣告這個設立時間達229年的武將職位的終結。

## 簡介

### 由來
清代八旗軍駐防荊州的歷史，最早可以追朔至三藩之亂（1673年-1681年）其間，康熙皇帝對於湖廣省的重視日益，派重兵屯駐在荊州一帶，將這個中國內地的樞紐好好掌握住，以此穩定住了長江中游的防線，使得吳三桂雖然以馬寶等將領攻下岳州府（今岳陽市）等重地，但最後終究難以突破清軍的長江防線，這也是之後之所以會在此處設立八旗重兵駐防的一大原因。「無事則拱衛控制隱然，有虎豹在山之勢；有事則敵愾同仇，收干城腹心之用」。

### 獨成一旅
到了康熙二十二年（1683年），此時三藩之亂基本已經平定。康熙便決定在此設立荊州駐防將軍。根據《聖祖仁皇帝實錄·卷之一百十一·八月十九日》中所言：「朕以荊州地方、極其緊要、故特戍兵鎮守。爾等至彼、務令兵民相安、方稱委任。荊州自兵燹以後、地方殘壞、民生困苦。曩時爾等、親歷其地、必知其詳。自將領以至兵丁、宜嚴行禁飭。凡市肆要地、毋得侵占。至秋成之後、爾等可親率兵丁、不時操練。務期隊伍整肅、紀律嚴明。毋得借端擾害百姓。凡爾等舉動、皆為兵丁之表率。其所行若正、不獨官兵有益、即地方亦受其福矣。」又《荊州駐防八旗志·一》的序亦言道：「荊州為古今形勝之地，歷代皆設重兵。至宋乃分禁軍以駐之，選武臣以為都監，專主訓練。乾道末，荊南兵額兩萬，詳見宋史兵志。禁軍者，天子之衛兵，令之駐防旗營，即我朝之禁軍也。康熙二十二年，三孽既平……幾在行省者，多與督撫同城，惟荊州獨成一旅。」
可知道荊州將軍所轄的駐防八旗和別的駐防八旗不同之處在於，其餘駐防將軍和八旗兵的駐紮地點都是在省會，如成都將軍駐紮在四川省首府成都府等。但荊州將軍不是駐紮在湖北省首府武昌府，而是駐紮在戰略位置更為重要的荊州府。

## 兵制
根據《欽定八旗通志·卷三十五·兵制志四》：
合計5466名
- 從一品－荊州將軍一人〈駐劄杭州府〉
- 正二品－荊州駐防左右翼副都統各一人，共二人
- 從三品－荊州駐防滿洲協領八人、蒙古協領二人
- 正四品－荊州駐防滿洲佐領三十二人、蒙古佐領十四人
- 正五品－荊州駐防滿洲防禦四十人、蒙古防禦十六人
- 正六品－荊州駐防滿洲驍騎校四十人、蒙古驍騎校十六人
- 隨印筆帖式三人（文職）
- 八旗滿洲蒙古委前鋒校十六人
- 前鋒一百八十四名
- 鳥槍領催一百七十六名、鳥鎗驍騎一千八百二十四名
- 領催一百六十名、驍騎一千六百四十名
- 礮驍騎八十名
- 步軍七百名
- 養育兵四百名
- 弓箭鐵匠各五十六名

## 歷任荊州將軍
| 任職者 | 任期              | 旗籍                    | 接任前官職                                   | 卸任後官職             | 備註                 |
| ------ | ----------------- | ----------------------- | -------------------------------------------- | ---------------------- | -------------------- |
| 噶爾漢 | 康熙22年-康熙27年 | 滿洲正紅旗              | 鎮安將軍、正紅旗滿洲都統                     | 正紅旗蒙古都統         | 一等輕車都尉         |
| 巴渾德 | 康熙27年-康熙30年 |                         | 正黃旗滿洲都統                               | 正黃旗滿洲都統         |                      |
| 莽奕祿 | 康熙30年-康熙42年 | 滿洲正白旗 （原鑲白旗） | 鑲白旗滿洲都統                               | 內大臣                 | 一等輕車都尉         |
| 莽喀   | 康熙42年-康熙46年 |                         | 正黃旗漢軍都統                               | 正黃旗蒙古都統         |                      |
| 達爾占 | 康熙46年-康熙54年 |                         | 正白旗護軍統領                               | 以老病乞休             |                      |
| 拜音布 | 康熙54年-康熙61年 |                         | 正紅旗蒙古都統                               | 以老乞休               | 騎都尉               |
| 阿魯   | 康熙61年-雍正3年  |                         | 西安副都統                                   | 鑲藍旗滿洲都統         |                      |
| 吳納哈 | 雍正3年-雍正8年   |                         | 江寧左翼副都統                               | 年老休致               |                      |
| 哈達   | 雍正8年           |                         | 寧古塔將軍                                   | 內大臣、正黃旗護軍統領 |                      |
| 吳納哈 | 雍正8年-雍正9年   |                         |                                              |                        | 暫管                 |
| 衮泰   | 雍正9年-乾隆8年   |                         | 內大臣                                       | 年老回京               |                      |
| 鄂彌達 | 乾隆8年-乾隆9年   | 滿洲正白旗              | 寧古塔將軍                                   | 湖廣總督               | 太子太保             |
| 圖陞   | 乾隆？年-乾隆9年  |                         |                                              |                        | 署理                 |
| 德敏   | 乾隆9年-乾隆10年  | 滿洲鑲白旗              | 正白旗漢軍都統                               | 荊州將軍               | 署理                 |
| 德敏   | 乾隆10年-乾隆14年 | 滿洲鑲白旗              | 署理荊州將軍                                 | 福州將軍、兼管閩海關事 |                      |
| 馬爾拜 | 乾隆14年-乾隆15年 | 滿洲正白旗              | 福州將軍、兼管閩海關事                       | 天津都統               |                      |
| 新柱   | 乾隆15年          | 滿洲鑲黃旗              | 吉林將軍                                     | 福州將軍               | 騎都尉               |
| 德敏   | 乾隆15年-乾隆20年 | 滿洲鑲白旗              | 福州將軍、兼管閩海關事                       | 江寧將軍               |                      |
| 綽勒多 | 乾隆20年          | 滿洲鑲白旗              | 黑龍江將軍                                   | 涼州將軍               |                      |
| 尚簡保 | 乾隆20年-乾隆22年 | 滿洲                    | 荊州副都統                                   | 過世，諡「勤僖」       | 清朝宗室、奉國將軍   |
| 嵩椿   | 乾隆22年-乾隆25年 | 滿洲鑲藍旗              | 鑲黃旗漢軍都統、領侍衛內大臣、署理鑾儀衛事務 | 西安將軍               | 清朝宗室、奉恩輔國公 |
| 德敏   | 乾隆25年-乾隆26年 | 滿洲鑲白旗              | 都察院左都御史                               |                        |                      |
| 嵩椿   | 乾隆26年-乾隆？年 |                         |                                              |                        |                      |
| 豐安   | 乾隆28年          | 滿洲正黃旗              | 歸化城都統                                   | 正紅旗蒙古副都統       | 一等英誠公兼雲騎尉   |
| 富僧阿 | 乾隆28年          |                         | 寧古塔副都統                                 | 黑龍江將軍             |                      |
| 色克慎 | 乾隆28年-乾隆29年 |                         | 直隸提督                                     | 正黃旗蒙古都統         |                      |
| 素玉   | 乾隆29年-乾隆32年 |                         | 青州副都統                                   | 西安將軍               |                      |
| 永瑞   | 乾隆32年-乾隆34年 | 滿洲                    | 青州副都統                                   |                        | 清朝宗室             |